# ADLAN
El grup ADLAN (Amics de l'Art Nou) va ser una agrupació creada a Barcelona el novembre del 1932. Els animadors van ser Carles Sindreu i Pons, Joan Prats i Vallès, Joaquim Gomis i Josep Lluís Sert. Aquest últim era el més actiu membre del GATCPAC (Grup d'Arquitectes i Tècnics Catalans per al Progrés de l'Arquitectura Contemporània), una agrupació que des de la primavera del 1931 tenia obert local al número 99 del passeig de Gràcia de Barcelona. Va ser el GATCPAC el que va aixoplugar ADLAN i moltes de les seves activitats.

## Membres
La composició d'ambdues agrupacions era molt diferent. Si el GATCPAC era una organització professional d'arquitectes que a més disposava d'una revista pròpia, A.C., ADLAN, en canvi, es va nodrir de membres de la societat civil catalana, professionals liberals, comerciants, empresaris, etc. Entre els fundadors trobem la plana major de la revista L'Amic de les arts que Josep Carbonell va dirigir a Sitges entre el 1926 i el 1929: J.V. Foix, Sebastià Gasch, Lluís Montanyà i M. A. Cassanyes, així com Carles Sindreu, l'escultor Àngel Ferrant, en aquell moment resident a Barcelona, o els músics Carles Maristany i Robert Gerhard.

## Història
ADLAN va fer públic a principi del 1933 el manifest on el grup es definia com un grup d'amics obert a totes les noves inquietuds espirituals. En set punts s'explicava per què ADLAN us interessa i ADLAN us crida. L'ideari quedava resumit en el setè punt: 
| «                     | Si voleu salvar el que hi ha de vivent dintre el nou i el que hi ha de sincer dintre l'extravagant. | » |
| — Manifest de l'ADLAN | |   |

L'amistat de Joan Prats i Josep Lluís Sert amb Joan Miró i la de l'antic grup de L'Amic de les arts amb Salvador Dalí va donar a ADLAN la possibilitat de relacionar-se amb el bo i millor de l'avantguarda artística mundial. Les exposicions que els dos artistes preparaven per a París tenien la première a Barcelona per als socis d'ADLAN.
El primer any, a més d'audicions musicals, projeccions cinematogràfiques, conferències i lectures de poemes, es van organitzar exposicions d'Àngel Ferrant i Alexander Calder, així com una representació del circ en miniatura d'aquest últim al local del GATCPAC. Amb la inauguració a principi del 1934 de la joieria Roca, obra de Josep Lluís Sert, les exposicions organitzades per ADLAN van prendre una nova embranzida. Als seus locals es van celebrar el mes de març les de Hans Arp i la dels Primitius d'avui (negre-oceànic-centre americà, etc.), i el mes de maig la de Man Ray.
L'hivern d'aquest any es va publicar el número monogràfic de la revista D'Ací i d'Allà dedicat a l'art del segle XX organitzat conjuntament per ADLAN i GATCPAC, per Prats i Sert. Joan Miró hi va contribuir amb el dibuix de la coberta i un pochoir original.
ADLAN també va promocionar els joves artistes deixebles d'Àngel Ferrant (Ramon Marinel·lo, Jaume Sans i Eudald Serra) i els va presentar, el març del 1935, en una exposició a les galeries d'art Catalònia.
Aquestes iniciatives no van passar desapercebudes a la resta d'Espanya. El mes d'octubre, Eduardo Westerdhal i Guillermo de Torre van viatjar a Barcelona per conèixer ADLAN personalment. El primer era el director de Gaceta de arte a Santa Cruz de Tenerife –la revista d'art més important del moment, que pocs mesos abans havia organitzat la primera exposició surrealista a Espanya– i el segon, un influent crític madrileny que havia començat la seva carrera a l'època de l'ultraisme. En aquesta reunió es va prendre la decisió que ADLAN tingués una triple seu Barcelona-Madrid-Tenerife.

### Logicofobisme
L'activitat més reeixida del nou ADLAN va ser la primera exposició antològica de Picasso celebrada a Espanya. Organitzada pel grup català es va presentar primer a la Sala Esteve de Barcelona el gener del 1936, per viatjar després a Bilbao i Madrid. Paul Éluard va venir de París per dictar una sèrie de conferències a Barcelona i Madrid.
A Barcelona la que va tenir més ressò entre les joves generacions va ser la que va dedicar al surrealisme. ADLAN-Barcelona es va convertir des de llavors en un grup quasi surrealista que es va presentar al públic barceloní com a Grup Logicofobista a les galeries Catalònia el maig del 1936.
Tot i així no era un grup homogeni, ja que tant hi eren els joves artistes d'ADLAN (Marinel·lo i Sans) com els seguidors de Dalí (Joan Massanet, Àngel Planells i Artur Carbonell), el grup de Lleida (Leandre Cristòfol, Antoni Garcia i Lamolla i Manuel Viola, Esteve Francés i Remedios Varo o altres artistes de generacions anteriors com Ferrant o Maruja Mallo.
El nom del grup declarava la guerra, la fòbia, a la lògica, sense voler fer servir el mot ‘surrealista'. Al full catàleg, mentre que el veterà Cassanyes intentava explicar la teoria de la logicofòbia, Viola volia apropar-la al surrealisme. Malauradament les gestions per aconseguir que Miró, Dalí i Óscar Domínguez, els artistes surrealistes espanyols més importants, exposessin amb el grup van fracassar i això li va restar ressò de cara al públic.
Malgrat això, l'exposició va demostrar que ADLAN havia aconseguit, potser sense voler-ho explícitament, aplegar un grup d'artistes sota l'ensenya del surrealisme. Al mestratge personal dels més pròxims, com Joan Miró, Salvador Dalí i Àngel Ferrant, s'hi havia d'afegir l'impacte de les exposicions dels artistes de l'avantguarda internacional que s'havien pogut veure a Barcelona i l'efecte de les publicacions que ADLAN s'encarregava de distribuir, notablement la més influent revista del moment, Minotaure.
Les pàgines d'aquesta última van ser una bona guia per als membres del grup català i per a les seves activitats: exposicions de targetes postals o de dibuixos infantils, concursos de mal gust o l'interès per l'escultura oceànica. La presència de Paul Eluard va servir de catalitzador dins d'una Barcelona ja abonada d'idees surrealistes. Les possibilitats del surrealisme a Catalunya van quedar estroncades per l'esclat de la Guerra civil espanyola. Quan anys més tard van aparèixer primer Cobalto 49 i després el Club 49, el model i molts dels protagonistes van ser els mateixos que havien impulsat ADLAN als anys trenta. Dins d'aquesta perspectiva, Dau al Set en va ser la conclusió.